# Rhinecanthus assasi
Rhinecanthus assasi — вид риб з роду Rhinecanthus, родини Спинорогові (Balistidae).

## Опис виду
Довжина риби 30 сантиметрів, темні зверху і білі знизу, з блакитними смугами між очима і під ними. Тіло плоске, а голова масивна, займаючи третину загальної довжини. Очі розміщені вгорі; губи жовті.

## Поширення й стиль життя
Зустрічається тільки в Червоному морі, Перській затоці й Оманській затоці. Плаває у неглибокій воді, зрідка опускаючись нижче 10 м. Серед коралових утворень риба ночує й укривається на випадок небезпеки. Молоді риби живуть уздовж пляжів і це не рідкість, коли вони ховаються у великі порожні черепашки, що лежать на дні.
Живляться морськими їжаками, ракоподібними та іншими безхребетними.

## Етимологія
Azzazi — місцева арабська назва цього виду.